# تفشي حمى الضنك في جامايكا عام 2023
في تفشي حمى الضنك في عام 2023 في جامايكا تم الإبلاغ عن ارتفاع كبير في عدد حالات الإصابة بحمى الضنك في جامايكا. وفي سبتمبر 2023 أعلنت وزارة الصحة في جامايكا تفشي المرض.  ذكرت صحيفة الجارديان أن تفشي المرض تأثر بارتفاع درجات الحرارة، حيث تم تسجيل صيف 2023 كأعلى درجة حرارة منذ 100 ألف عام.

## التفشي
بلغ تفشي المرض ذروته في حوالي شهر سبتمبر مع تسجيل أكثر من 500 حالة في جميع أنحاء جامايكا، وأعلن رئيس الوزراء أندرو هولنيس، عن برنامج بقيمة 200 مليون دولار تقريبًا للحد من انتشار الفيروس في المدارس والأسر والمجتمعات المحلية. أعلنت وزارة الصحة عن تفشي المرض في سبتمبر، موضحة أن الفيروس تجاوز عتبة الوباء في يوليو وأغسطس، وكان يتجه نحو نفس الاتجاه في سبتمبر. بلغ عدد الحالات المؤكدة 3147 حالة، مع تسع وفيات، اعتبارًا من نوفمبر 2023. 

## الإحصائيات
| الحالة (اعتبارًا من نوفمبر 2023) |       |
| عدد الحالات                     | 3,147 |
| عدد الوفيات                     | 9     |